# 谷原柚希
谷原 柚希（たにはら ゆずき、2007年2月20日 - ）は、日本中央競馬会（JRA）に所属している女性騎手。競馬学校騎手課程41期生。2025年3月1日デビュー。
千葉県市原市にある乗馬クラブ「長谷川ライディングファーム」取締役会長の長谷川一誠は母方の祖父にあたる。
競馬学校騎手課程43期生の谷原圭大（たにはら　けいた）は実弟。

## 来歴・人物
千葉県出身で、父の転勤に伴い神奈川県横浜市で小学校時代を過ごす。幼少の頃から母の実家が営む「長谷川ライディングファーム」（過去に元JRA騎手の高嶋活士らを輩出）を訪れ馬と触れ合っていた。
小学4年生のとき元騎手の藤田菜七子がデビューし、活躍する姿を見て、これまで男性しか就くことができないと思っていた騎手という職業に憧れを抱き、自分も騎手を目指そうと決意する。
中学1年のときに親元を離れ千葉県市原市に移住。祖父母宅で生活し、長谷川ライディングファーム代表取締役社長で全国乗馬倶楽部振興協会認定の上級指導者資格を持つ叔父の長谷川誠の許で騎手になるための練習に取り組んだ。2019年の第11回ジョッキーベイビーズでは関東地区代表決定戦に出場したが、のちに競馬学校で同期となる舟山瑠泉に敗れ決勝大会出場を逃している。
2022年4月、JRA競馬学校騎手課程41期生として入学。同時期に千葉県市原市が発行する広報誌に取り上げられた。
実習期間中から美浦トレーニングセンター・伊藤圭三厩舎に所属。2025年騎手免許取得。同期に上里直汰、遠藤汰月、田山旺佑、舟山瑠泉、森田誠也、和田陽希がいる。

### 2025年
2月11日、JRA騎手免許試験に合格。
3月1日、中山競馬第2競走で自厩舎のスリーローズマリーに騎乗し、JRA現役6人目の女性騎手としてデビュー。3月1日は3鞍、3月2日は1鞍に騎乗したがいずれも着外という結果に終わった。初騎乗を終えた後のインタビューでは「上位に来るチャンスはある馬だと思っていましたが、レースでは自分のことで一杯になってしまい、周りが見えなくなってしまうところがありました」と反省の弁を述べ、自身の馬を真っすぐ走らせ、その上で勝ち負けが出来るようにしたいと今後への抱負を述べた。
3月22日、中山競馬第12競走で自厩舎のヘルメースに騎乗した際、最後の直線コースで外側に斜行したことについて過怠金50,000円の制裁を受ける。翌週3月29、30日は騎乗馬なしでデビュー月を終えた。
翌4月も僅か6鞍、5月も3鞍の騎乗数に留まり、同期デビュー組は谷原を除き初勝利を挙げる中、比較して前述に挙げる通りの騎乗数の少なさもあり初勝利のチャンスを掴むことが出来ないでいる。
5月25日、東京競馬第9競走調布特別でラーテルに騎乗し、自身初の特別レース騎乗を果たす（美浦・南田美知雄厩舎、9番人気8着）。
6月22日、東京競馬7レースで自厩舎のタマモカンパネラに騎乗。中団でレースを進め、直線では外から追い上げるもクビ差2着。惜しくも初勝利は逃したが、デビューして初の馬券圏内に入着した。レース後の囲み取材では悔しさを滲ませ、一部で号泣していたとの報道があった。
7月13日、福島競馬8レースで自厩舎のミニョンマルーンに騎乗。前走で未勝利脱出、昇級初戦で減量騎手起用もあってか一時は単勝1番人気に支持された。最終的に単勝2番人気でデビュー後初の上位人気となった。レースは果敢に逃げるも残りわずかで石田拓郎騎乗の1番人気馬フェデルミエールに差されて2着に入線。初勝利はまたもお預けとなった。
8月6日、2025ヤングジョッキーズシリーズトライアルラウンドが門別競馬場で行われた。門別が第1戦目の出場となり、地方競馬場初騎乗を果たした。レースは2鞍に騎乗して10着・4着。13pt獲得して東日本のJRA所属騎手で4位。この後は10月16日川崎、10月30日浦和での騎乗を予定している。

## 人物
趣味はダンス、ピアノ、音楽鑑賞。座右の銘は「敵は己の中にあり」。好きな芸能人は高橋文哉。特技はピアノと変顔で、競馬学校卒業式でも特技の変顔を披露した。
目標とする騎手に永島まなみ、ホリー・ドイルを挙げている。

## 騎乗成績

### 概要
|        | 日付         | 競馬場・開催 | 競走名    | 馬名               | 頭数 | 人気 | 着順 |
| ------ | ------------ | ------------ | --------- | ------------------ | ---- | ---- | ---- |
| 初騎乗 | 2025年3月1日 | 2回中山1日2R | 3歳未勝利 | スリーローズマリー | 16頭 | 6    | 14着 |

出典: JRA日本中央競馬会 騎手名鑑の過去成績より